# Antonio Muñoz Molina
Antonio Muñoz Molina (Úbeda, Spanyolország, 1956. január 10. –), spanyol regényíró.

## Életpályája
Madridban újságírást tanult, majd művészettörténetből szerzett diplomát a Granadai Egyetemen. Jelenleg Madridban él. Csakúgy mint – többek között – Bonet, Márquez és Goytisolo, ő is létrehozott egy képzeletbeli várost, Máginát, amelyben egyesek Úbedát, szülővárosát vélik felfedezni. Ez a város legelőször első regényében jelenik meg, melynek címe Beatus Ille, s későbbi műveiben is felbukkan. A politikai műfajban is alkotott, s foglalkozott a spanyol történelemmel is. 1995-ben a Spanyol Királyi Akadémia tagjává választották, s 2004-ben kinevezték a New York-i Cervantes Intézet igazgatójává. Ezt a tisztséget 2006-ig töltötte be.
Molina írási stílusa rendkívül népszerű az olvasók körében, mert szeret mesélni, s azon igyekszik, hogy ne csak vonzza az olvasókat, hanem történetei szereplőjévé tegye, s mindezt lehetőleg bonyolult eszközök nélkül.

## Művei

### Spanyolul
- El Robinsón urbano (1984) – Újságcikkeinek gyűjteménye.
- Beatus Ille (1986) – Minaya visszatér Máginába, hogy megírja doktori disszertációját Jacinto Solana költőről, aki a spanyol polgárháborúban halt meg.
- El invierno en Lisboa (1987)
- Las otras vidas (1988) – Novellagyűjtemény.
- Beltenebros (1989) – Az árulás lehet hőstett, és a hőstett lehet árulás, mert az egész nézőpont kérdése. Ez a kettősség az egyik fő mondanivalója a regénynek, amelyben nem kis szerepet kap még a szerelem és a gyűlölet, a múlt és a jelen, a valóság és a képzelet. Filmet is forgattak a mű alapján 1991-ben.
- El jinete polaco (1991) – Terjedelmes regény, melyben a főszereplő megosztja szülővárosával kapcsolatos emlékeit, s a sok szereplő segít képet alkotni az akkori Spanyolországról.
- Los misterios de Madrid (1992)
- Ardor guerrero (1995) – Ebben a könyvben leírja tapasztalatait a kötelező sorkatonasági kiképzés idejéből.
- Plenilunio (1997) – Az első hosszabb regény, amit az El jinete polaco után publikál. Teli feszültséggel és gyöngédséggel, egy rendőrnyomozó története, aki egy kislány meggyilkolásának ügyében nyomoz. Nem csak leírja az eseményeket, hanem rekonstruálja az időt és az érzelmeket is. A kritikusok szerint Molina ezzel a regénnyel bizonyította be irodalmi érettségét. 1999-ben készült a történet alapján film Gyilkosság telihold alatt címmel.
- En ausencia de Blanca (2000)
- Sefarad (2001) – Sefaradnak nevezték Spanyolországot azok a zsidók, akiket 1492-ben kiűztek a Spanyol Birodalomból. Őket nevezzük szefárdoknak. Ez a könyv azokról az írókról és nagy gondolkodókról szól, akiket az idők során valamilyen okból a társadalom mellőzött. A fő témák a másság és az üldöztetés. 16 fejezet, számos szereplővel és nézőponttal, melyekben Molina lenyűgöző történeteket mesél el vitathatatlanul mesteri fokon. Így mutat be különböző világokat, amikben az emberiségnek sokféle arca jelenik meg, amelyek így olykor ironikusak, humorosak, más alkalommal szomorúak és drámaiak, nyughatatlanok és szenvedélyesek, de mindig képesek az olvasónak biztosítani az olvasás örömét.
- La vida por delante (2002) – Azon cikkeinek gyűjteménye, melyek az El País vasárnapi számában jelentek meg 1997-től.
- Ventanas de Manhattan (2004) – Utazási napló.
- El viento de la Luna (2006)
- Días de diario (2007)
- La noche de los tiempos (2009)
- Un andar solitario entre la gente (2018)

### Magyarul
- El invierno en Lisboa (1987) – Tél Lisszabonban; ford. Mester Yvonne; Ulpius-ház, Bp., 2003 (Nők lapja regények)

## Díjak
- 1986 – Ikarosz-díj (Beatus Ille)
- 1988 – Nemzeti Irodalom-díj (Lisszaboni tél)
- 1988 – Kritikusok Díja (Lisszaboni tél)
- 1991 – Planéta-díj (El jinete polaco)
- 1992 – Nemzeti Irodalom-díj (El jinete polaco)
- 1998 – Femina-díj
- 2003 – Gonzalez Ruano-díj és Mariano de Cavia-díj (újságírói munkásságáért)
- 2020 –  Prix Médicis étranger, vagyis Médicis-díj a külföldi kategóriában: Un promeneur solitaire dans la foule, eredeti spanyol címe: Un andar solitario entre la gente (2018)[1]